# Шифман Михайло Аркадійович
Михайло Аркадійович Шифман (4 квітня 1949 , Рига, СРСР ) — радянський фізик, відомий роботами в галузі теоретичної фізики високих енергій, особливо — в квантовій хромодинаміці. З 1990 року — професор університету Міннесоти, США.

## Життєпис
Михайло Шифман народився в Ризі в 1949 році, потім сім'я переїхала в Україну, а в 1952 році — в Москву.
У 1966 році вступив в МФТІ, закінчив в 1972 році з відзнакою (тема диплома: «Задача двухмюонних розпадів KL»).
У 1976 році захистив кандидатську дисертацію в Інституті теоретичної та експериментальної фізики, де працював під керівництвом Б. Л. Іоффе, В. І. Захарова та А. І. Вайнштейна. Тема дисертації: «Нелептонні розпади дивних частинок». Там же в ІТЕФ в 1983 році захистив докторську дисертацію «Правила сум квантової хромодинаміки і властивості адронів».
Продовжував працювати в ІТЕФ до 1989 року, потім провів рік в Університеті Берна.
З 1990 року — професор фізики університету Міннесоти.

## Політичні погляди
Підписав відкритого листа російських науковців та наукових журналістів проти Російського вторгнення в Україну 2022 року.